# 29 الدلو
29 الدلو (بالإنجليزية: 29 Aquarii)‏ هو نظام نجمي ثنائي يقع على بعد قرابة 590 سنة ضوئية من الشمس في كوكبة الدلو الاستوائية.

## روابط خارجية
- 29 الدلو على موقع ويكي سكاي: DSS2, SDSS, GALEX, IRAS, Hydrogen α, X-Ray, Astrophoto, Sky Map, Articles and images